# Saga familiar
La saga familiar es un género literario cuya trama —lineal o entrelazada— gira alrededor de varias familias o generaciones. En las sagas familiares contemporáneas, el peso de la trama suele recaer en los personajes y en temas femeninos. La historia puede contarse en una sola novela o extenderse a varios, conformando una serie. 
Una saga familiar puede estar relacionada con acontecimientos históricos reales, pero también pueden ocurrir en universos completamente ficticios o fantásticos. La típica saga familiar suele desarrollarse a través de varias generaciones de una sola familia. Otras veces existen varias líneas familiares que se entrelazan o se unen durante el transcurso de la historia. 
Este tema se originó dentro de la narrativa, pero ha llegado al cine y la televisión como parte de la tendencia a adaptar obras literarias para estos géneros. 

## Novelas con sagas familiares
- Siglos X y XI: Sagas islandesas: Las crónicas de familias medievales islandesas, de las que se deriva el término actual de 'saga'.
- Siglo XVIII: Sueño en el pabellón rojo: Una de los cuatro grandes clásicos de la literatura china, que recoge el auge y la decadencia de la familia Jia.
- 1901: Los Buddenbrook de Thomas Mann.
- 1929: El ruido y la furia de William Faulkner.
- 1936: ¡Absalón, Absalón! de William Faulkner.
- 1942-1972:  La ceniza fue árbol de  Ignacio Agustí.
- 1949-1962: El Tiempo y el Viento (O Tempo e o Vento, título original en portugués), de Erico Verissimo: Trilogía que cuenta la historia de Rio Grande Do Sul y Brasil a partir de la historia de la familia Terra-Cambará. Según Gabriel García Márquez fue uno de los tres libros estudiados por él para escribir Cien Años de Soledad
- 1957-1962: Los gozos y las sombras de Gonzalo Torrente Ballester.
- 1965-85: Serie Dune, de Frank Herbert: Conjunto de seis novelas de ciencia ficción, relacionadas con los herederos de la Casa Atreides, quienes habitan en el desértico planeta Arrakis.
- 1967: Cien años de soledad, de Gabriel García Márquez.
- 1969: El padrino, de Mario Puzo.
- 1974: Mirall trencat, de Mercè Rodoreda.
- 1976: Raíces de Alex Haley.
- 1981: Pequeño, grande, de John Crowley. Novela de fantasía que se desarrolla en un ambiente sombrío y casi onírico. Obtuvo el premio World Fantasy Award en 1982.
- 1982: La casa de los espíritus, de Isabel Allende.
- 1989: El club de la buena estrella, de Amy Tan.
- 1991: La esposa del dios del fuego, de Amy Tan.
- 1991: Los cisnes salvajes, de Jung Chang. Tres generaciones de mujeres intentan sobrevivir en el caótico camino desde una China feudal, pasando por el comunismo, hasta la fuga hacia un mundo libre.
- 1991: La violencia del tiempo de Miguel Gutiérrez.
- 1995: El último suspiro del Moro de Salman Rushdie.
- 2000: Retrato en sepia, de Isabel Allende.
- 2006: La isla de los amores infinitos, de Daína Chaviano. La historia de tres familias provenientes de África, España y China, desde el siglo XIX hasta finales del siglo XX, donde los elementos históricos y fantásticos tiene igual peso.